# Horrified
Horrified är ett studioalbum av det amerikanska grindcore-bandet Repulsion. Albumet släpptes 1986 som en demo med titeln Slaughter of the Innocent, men utgavs inte som ett officiellt studioalbum förrän tre år senare.

## Låtlista
1. "The Stench of Burning Death" – 1:33
2. "Eaten Alive" – 1:38
3. "Acid Bath" – 1:30
4. "Slaughter of the Innocent" – 1:32
5. "Decomposed" – 1:21
6. "Radiation Sickness" – 2:04
7. "Splattered Cadavers" – 1:24
8. "Festering Boils" – 1:52
9. "Pestilent Decay" – 1:03
10. "Crematorium" – 1:29
11. "Driven to Insanity" – 1:39
12. "Six Feet Under" – 1:11
13. "Bodily Dismemberment" – 1:45
14. "Repulsion" – 1:44
15. "The Lurking Fear" – 1:09
16. "Black Breath" – 2:16
17. "Maggots in Your Coffin" – 1:45
18. "Horrified" – 2:04

## Medverkande
- Scott Carlson – sång, elbas
- Aaron Freeman – gitarr
- Dave "Grave" Hollingshead – trummor
- Matt Olivo – gitarr